# Puente de Craigavon
El puente de Craigavon (en inglés: Craigavon Bridge) es uno de los tres puentes de la ciudad de Derry, en Irlanda del Norte. Cruza el río Foyle más al sur que el puente de Foyle. Es el único puente de Europa que dispone de carretera de dos pisos.[cita requerida]

## Historia
Es el tercer puente que se ha construido en esta zona. El primero que se erigió fue uno de madera, a finales del siglo XVIII, que fue sustituido por uno de acero en la década de 1860.
La construcción del puente duró desde finales de la década de 1920 hasta el año 1933. El piso inferior del puente fue originalmente una vía ferroviaria que fue sustituida por una carretera a mediados de siglo XX. Construyeron un puente nuevo, Peace Bridge (puente de la Paz, en español), a menos de 1 km del puente Craigavon.